# تامبوف ۴۶۲۱
سیارک ۴۶۲۱ (به انگلیسی: 4621 Tambov، نامگذاری:1979QE10) چهار هزار و ششصد و بیست و یکمین سیارک کشف شده‌است که در ۲۷ اوت ۱۹۷۹ کشف شد.
قدر مطلق سیارک برابر ۱۳٫۴۰ است.